# Rotsteinpass
Der auf einer Höhe von 2119 m ü. M. liegende Rotsteinpass ist ein Alpenpass an der Grenze zwischen den Schweizer Kantonen Appenzell Innerrhoden und St. Gallen in den Appenzeller Alpen.
Zwischen den beiden höchsten Gipfeln des Alpsteingebietes, Säntis und Altmann, liegt der Passübergang, welcher durch Bergwanderwege gut erschlossen ist. Die Wasserscheide vom Säntis über den Lisengrat und Rotsteinpass zum Altmann bildet die natürliche Kantonsgrenze der beiden Kantone Appenzell Innerrhoden und Kanton St. Gallen.

## Wanderwege

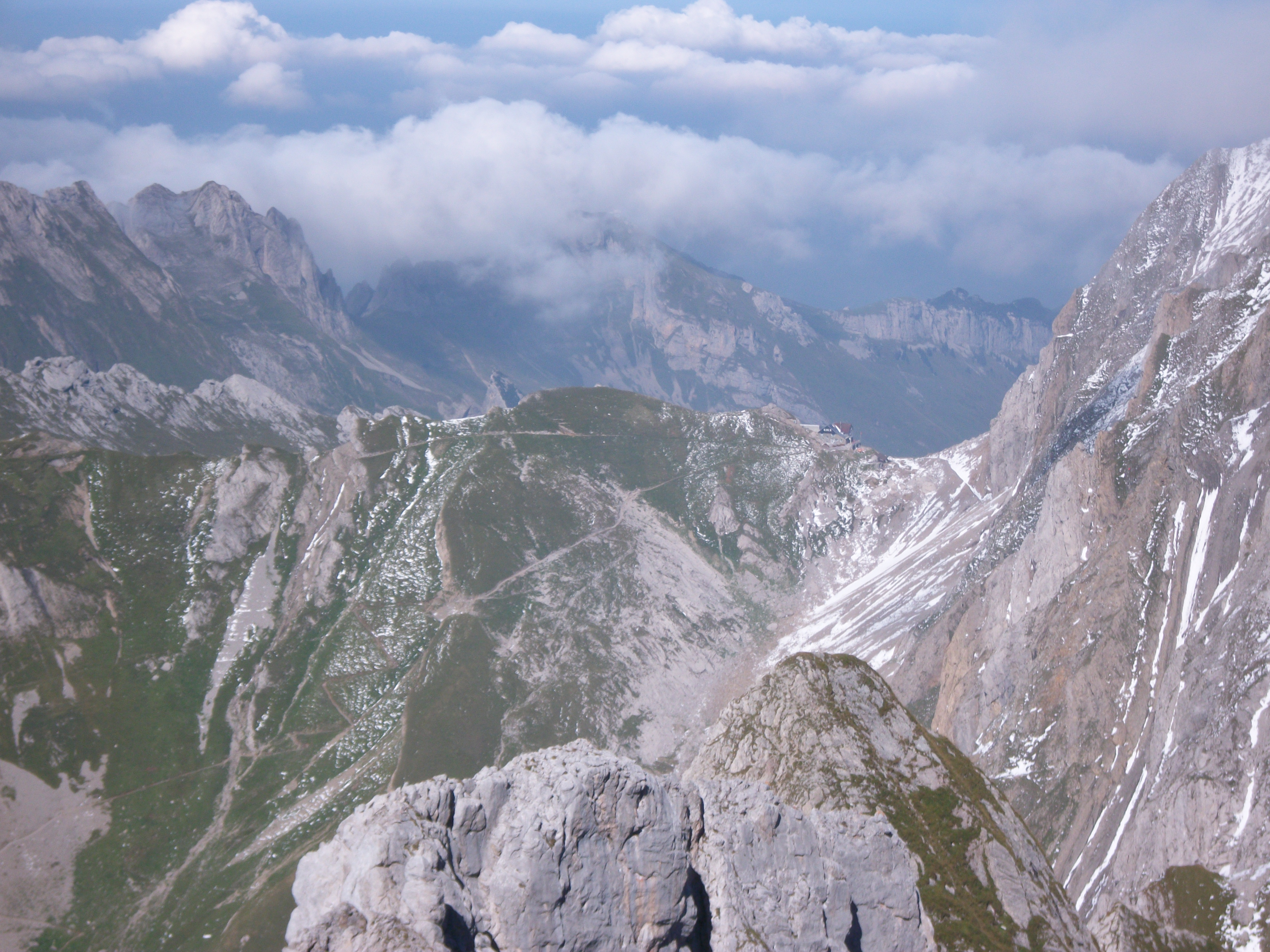
Blick vom «Wildhuser Schofberg» zum Rotsteinpass

Über den Pass führt ein Bergwanderweg zwischen Unterwasser/Wildhaus und Meglisalp über Seealpsee nach Wasserauen. Für trittsichere und schwindelfreie Wanderer (Grad T3) ist der Säntisgipfel über gesicherten Lisengrat (Stahlseile, künstliche Trittstufen) erreichbar. In der entgegengesetzten Richtung führt ein klettersteigähnlicher weiß-rot-weiß markierter Bergwanderweg durch die Flis-Schafboden-Wand zum Ausläufer des Nädliger-Grates und von dort entweder als Bergwanderweg weiter zum Altmannsattel vor dem Altmann bzw. ebenfalls als Bergwanderweg zum Zwinglipass.

## Berggasthaus
Das Berggasthaus Rotsteinpass nahe der Passhöhe (nördlich oberhalb auf 2124 m ü. M.) bietet eine Unterkunftsmöglichkeit und liegt in Schwende auf Appenzell Innerrhoder Boden.
Zwischen 1934 und 1999 erfolgte die Versorgung des Berggasthauses mit Lebensmitteln durch Säumen mit Mulis von Wasserauen (AI) aus. Zwischen 1999 und 2014 erfolgte der Lebensmitteltransport mit Hilfe von Helikoptern von der oberhalb von Unterwasser gelegenen Alp «Thurwis» (SG) aus. Seit der Sommersaison 2015 übernimmt diese Aufgabe eine weniger wetterabhängige Materialtransportbahn. Die Bewilligung zum Bau dieser Seilbahn erteilte im November 2012 die Gemeinde Wildhaus-Alt St. Johann. Die Seilbahnanlage steht auf Gebiet des Kantons St. Gallen, das Berggasthaus auf Innerrhoder Boden.